# Eduardo Osorio García
Eduardo Javier Osorio García (n. 27 de junio de 1958, Toluca, Estado de México, México), más conocido como Eduardo Osorio, es un periodista y escritor mexicano. Expresidente del Centro Toluqueño de Escritores. Ha editado medio centenar de libros. Tallerista de lectura, poesía y narrativa. Obtuvo el premio nacional de novela Ignacio Manuel Altamirano en 1990 y 2012

## Biografía
Nace el 27 de junio de 1958 en la capital del Estado de México. Desde los 14 años trabajo en periódicos como El Sol de Toluca, primero archivando fotografías, después como reportero de casi todos los diarios que se editaban en la ciudad en ese tiempo. Probó suerte como periodista en otros estados de la república: Guanajuato y Nuevo León, por ejemplo, pero en el que permaneció más tiempo fue en Chihuahua donde obtuvo el premio estatal de periodismo concedido por la Asociación Estatal de Periodistas Chihuahuenses (1982). Esta experiencia se relata en su novela Club Obrero: fantásticas nocturnidades en Chihuahua.
De regreso en Toluca a través del gobierno del Estado de México publicó su primer libro Cuentos Breves para Suicidas y Enamorados (mayo de 1986) y en 1987 obtuvo la beca del Centro Toluqueño de Escritores por su novela Club Obrero. Fantásticas Nocturnidades en Toluca. También en la colección becarios del CTE publicó el ensayo Batalla por el Eco y el libro de poesía El Patio de mi casa. Así mismo ganó el premio nacional de novela Ignacio Manuel Altamirano por la novela El año en que se coronaron Los Diablos (1990). Obtuvo el premio de El Cuento: Revista de imaginación (1992). Su mayor éxito editorial: un poemario llamado Bromas para mi padre (1995) que ya esta en la 3.ª edición, tributo a su difunto padre Enrique Osorio Moreno que falleció en 1991.
Ha sido coordinador y presidente de la asamblea de becarios del Centro Toluqueño de Escritores desde hace ya varios años a través del cual promueve la cultura con el Festival de Cuento Brevísimo que es anual, presentaciones de libros, talleres de lectura, poesía y narrativa. A través del CTE ha editado medio centenar de libros. Su más reciente publicación es El juego del gato y el alfil, galardonado con el premio nacional de novela Ignacio Manuel Altamirano.

## Obras
- Tiempos (1978).
- Alegrías (1992) .
- El juego de las mudanzas (1993).
- Hoja de Lerma (1993).
- Breves para Suicidas y Enamorados (1986).
- Club Obrero. Fantásticas Nocturnidades en Chihuahua (1987).
- Batalla por el Eco.
- El Patio de mi casa.
- El año en que se coronaron Los Diablos (1990).
- Pido (1993).
- Bromas para mi padre (1995).
- Historias Megalopolitanas.
- El Enigma Carmen (diálogos para su Requiém) (2008.)
- El juego del gato y el alfil (2012)
- Los sueños del dios Murciélago (2013)
- Tótem y el color del Camaleón (2015)
- La voz nocturna de Parral (2019)